# La casa es negra
La casa es negra (en persa: خانه سیاه است‎, romanizado: Khaneh siah ast) es un aclamado cortometraje documental iraní de 1963 dirigido por Forugh Farrojzad.
La película es una mirada a la vida y el sufrimiento en una colonia de leprosos y se centra en la condición humana y la belleza de la creación. Está empalmado con la narración de Farrojzad de citas del Antiguo Testamento, el Corán y su propia poesía. La película presenta imágenes de la colonia de leprosos Bababaghi Hospice. Fue la única película que dirigió antes de su muerte en 1967. Después de rodar esta película adoptó a un niño de la colonia, su hijo Hossein.
Aunque la película atrajo poca atención fuera de Irán cuando se estrenó, desde entonces ha sido reconocida como un hito en el cine iraní. El crítico Eric Henderson describió la película como «una de las películas de ensayo prototípicas, La casa es negra allanó el camino para la Nueva Ola iraní.» En 1963, la película recibió el gran premio en la categoría documental en el Festival Internacional de Cortometrajes de Oberhausen en Alemania Occidental.